# دون باترفيلد
دون باترفيلد (بالإنجليزية: Don Butterfield)‏ هو ملحن أمريكي، ولد في 1 أبريل 1923 في سنتراليا في الولايات المتحدة، وتوفي في 27 نوفمبر 2006 في كليفتون في الولايات المتحدة بسبب سكتة.

## وصلات خارجية
- دون باترفيلد على موقع IMDb (الإنجليزية)
- دون باترفيلد على موقع ميوزك برينز (الإنجليزية)
- دون باترفيلد على موقع أول ميوزيك (الإنجليزية)
- دون باترفيلد على موقع ديسكوغز (الإنجليزية)